# 그리스와 덴마크의 공주 유제니
그리스와 덴마크의 공주 유제니(그리스어: Ευγενία, 1910년 2월 10일 ~ 1989년 2월 13일)는 그리스 왕실의 출생자이며, 라지비우 가문과 턴운드 택시 가문의 결혼자였다.